# De zotskap
De zotskap is een hoorspel naar het toneelstuk Il berretto a sonagli (1918) van Luigi Pirandello. In de vertaling van Max Nord en onder regie van Willem Tollenaar zond de KRO het in het programma Dinsdagavondtheater uit op dinsdag 21 oktober 1967. Het duurde 58 minuten.

## Rolbezetting
- Lo van Hensbergen (de verteller)
- Thera Verheugen (Beatrice Fiorìca)
- Peronne Hosang (Assunta La Bella, haar moeder)
- Willem Nijholt (Fifì La Bella, haar broer)
- Nel Snel (Fana, haar dienstmeisje)
- Wiesje Bouwmeester (La Sacarena, een uitdraagster)
- Joan Remmelts (commissaris Spanò)
- Luc Lutz (Ciampa, een klerk)
- Gerrie Mantel (Nina Ciampa, zijn vrouw)

## Inhoud
Beatrice Fiorìca is ervan overtuigd dat haar man, een notabele uit een stadje in het Siciliaanse binnenland, vreemdgaat met de echtgenote van zijn trouwe klerk, Ciampa. Met de hulp van «la Saracena», een gewiekste intrigante, besluit Beatrice een valstrik te spannen. Samen verzinnen ze een smoes om Ciampa weg te sturen en zo politiecommissaris Spanò de gelegenheid te geven Beatrice’ echtgenoot en zijn vermeende minnares op heterdaad te betrappen. Het plan loopt gesmeerd, op één détail na: de ontrouw kan niet officieel worden vastgesteld doordat Fiorìca en Nina Ciampa, hoewel ze in hetzelfde vertrek worden aangetroffen, beiden deftig gekleed zijn en een logische verklaring lijken te hebben voor hun samenzijn. Ciampa vermoedt van meet af aan wat Beatrice in haar schild voert, maar verkiest zelf de schone schijn op te houden en een open conflict uit de weg te gaan. Wanneer hij verneemt dat zijn vrouw en Fiorìca samen betrapt zijn, beseft hij - ondanks de logische uitleg die zijn vrouw en haar minnaar hebben - dat zijn eer geschaad is, en hij nu in de ogen van de goegemeente voor een hoorndrager doorgaat. Aangezien de schone schijn doorprikt is, aldus Ciampa, is er geen andere uitweg dan dat hij zijn vrouw en baas in een vlaag van blinde woede ombrengt om zo eerherstel te krijgen. Het enige alternatief, zo blijkt, is dat Beatrice Fiorìca de zotskap opzet en haar versie van de waarheid op een zodanige manier rondschreeuwt dat iedereen wel moet geloven dat zij gek is. Aan het eind van het stuk wordt de jaloerse echtgenote weggevoerd voor een herstellingskuur in het gekkenhuis…